# البنت الصغيرة (فلم)
البنت الصغيرة أو دان موزو (بالفرنسية: Den Muso) فيلم دراما مالي من إخراج سليمان سيسيه سنة 1975.
صودر الفيلم وكان سببا في سجن سليمان سيسيه.

## القصة
يتم طرد سيكو (Sékou) من مصنع الدراجات الذي يديره مالامين ديابي (Malamine Diaby) لأنه تجرأ على طلب زيادة. يخرج مع الفتاة تينين (Ténin)، الفتاة الصامتة التي لا يعرف أنها ابنة رئيسه السابق. ذات يقوم سيكو باغتصابها، لتجد تينين نفسها حاملًا. ثم تواجه غضب والديها وجبن سيكو الذي يرفض الاعتراف بالطفل.

## روابط خارجية
- مقالات تستعمل روابط فنية بلا صلة مع ويكي بيانات